# Palais de Kazimierz
Le palais de Kazimierz (en polonais : Pałac Kazimierzowski) est un édifice historique situé à Varsovie en Pologne. Construit à l'origine au XVIIe siècle, il est reconstruit entre 1945 et 1954.
Il abrite par périodes le siège de l’université de Varsovie depuis le XIXe siècle.